# Religión en Indonesia
Indonesia es oficialmente una república con un compromiso hecho entre las ideas de un estado islámico y un estado laico. Indonesia tiene la mayor población musulmana del mundo y el primer principio de la base filosófica de Indonesia: Pancasila requiere que sus ciudadanos "crean en el único y único Dios". En consecuencia, los ateos en Indonesia experimentan discriminación oficial en el contexto del registro de nacimientos y matrimonios y la emisión de tarjetas de identidad. Además, la provincia de Aceh hace cumplir oficialmente la ley Sharia y es conocida por sus prácticas discriminatorias hacia las minorías religiosas y sexuales. También existen movimientos a favor de la Sharia en otras partes del país con mayorías musulmanas abrumadoras. 
En el país se practican varias religiones diferentes, y su influencia colectiva en la vida política, económica y cultural del país es significativa. La Constitución de Indonesia garantiza la libertad de religión. Sin embargo, el gobierno reconoce solo seis religiones oficiales: el islam, el protestantismo, el catolicismo, el hinduismo, el budismo y el confucianismo. Según la Decisión del Tribunal Constitucional de Indonesia (Mahkamah Konstitusi) de 7 de noviembre de 2017, las ramas de las creencias (en indonesio: aliran kepercayaan), o religiones étnicas, deben ser reconocidas e incluidas en un documento de identidad de Indonesia. Según los datos recopilados por la Conferencia de Indonesia sobre Religión y Paz (ICRP), hay aproximadamente 245 religiones no oficiales en Indonesia.
La ley de Indonesia requiere que cada ciudadano tenga una tarjeta de identidad que identifique a esa persona con una de estas seis religiones, pero los ciudadanos pueden dejar esa sección en blanco. Indonesia no reconoce el agnosticismo o el ateísmo , y la blasfemia es ilegal. En el censo indonesio de 2010, el 87,18% de los indonesios se identificaron como musulmanes (con sunitas aproximadamente el 99%, chiíes cerca del 1%  y ahmadis 0,2% ), 7% cristianos protestantes, 2.91% católico cristiano, 1.69% hindú, 0.72% budista, 0.05% confucianista, 0.13% otra religión, y 0.38% no declarado o no solicitado.
El liderazgo político de Indonesia ha desempeñado un papel importante en las relaciones entre los grupos, tanto positiva como negativamente, promoviendo el respeto mutuo al afirmar Pancasila, pero también promoviendo un Programa de Transmigración, que ha causado varios conflictos en la región oriental del país.